# سیارک ۲۲۹۰۵
سیارک ۲۲۹۰۵ (به انگلیسی: 22905 Liciniotoso، نامگذاری:1999TO19) بیست و دو هزار و نهصد و پنجمین سیارک کشف شده‌است که در ۱۴ اکتبر ۱۹۹۹ کشف شد.
قدر مطلق سیارک برابر ۱۳.۵ است.